# 黒田英雄 (格闘家)
黒田 英雄（くろだ ひでお、1966年2月22日 - ）は、日本のキックボクサー。
キックボクシングでUKF2階級世界王者であるが、それ以前には初代タイガーマスク(佐山聡)の弟子の一人でもあり、シューティングの大会にも出場し62kg級で準優勝している。

## 来歴
高校時代に憧れ、衝撃を受けた初代タイガーマスク・佐山聡が創設した格闘技ジムへ入門。熱血指導で格闘技に目覚める。20歳で第一回プリシューティング62Kg級で準優勝。22歳でキックボクシングに転身。その後、UWFプロレス団体の打撃コーチ、元ムエタイ王者のシンサックと共に高架下の野外にてSVGを立ち上げる。
プロデビューを目前に将来への不安と葛藤から某アパレル会社に就職。29歳の時、自分の過去の忘れ物に気づき、再びJ-NETWORKに所属しキックボクシングジムアクティブJに入門する。32歳でプロデビューを果たすも3連敗するが、その後5連勝。
更なる高き目標のため、36歳で会社を退職、実直なる格闘人生に邁進するもタイトル戦に4連敗。
めげることなく日々精進を研鑽し、43歳にして念願のUKFインターナショナルスーパーライト級王座を奪取。
翌年の44歳、UKF世界スーパーウェルター級王座決定戦において、2ラウンド開始直後の高速左フックにてKO勝利、栄光の2階級制覇を成し遂げた。

## 獲得タイトル
- UKFキックボクシング　インターナショナルスーパーライト級王座[1]

- UKFキックボクシング　世界スーパーウェルター級王座[3]

- 修斗プリシューティング　62kg級　準優勝

## エピソード
- 毎年恒例のチャンプ会の主催者[4]。年に一度、キックボクシングのチャンピオンを中心に沢山の格闘家や芸能人、実業家等様々な著名人が集まる会を開催している。毎年50名～100名が集まる選ばれた人だけが集まる交流会である。
- 中学生の頃、絶頂期のタイガーマスクのサイン会にて、自分の順番直前にて締め切られたところ、佐山の配慮で「じゃ、これで本当の最後にしよう」とサインを貰えたことに感動した思い出がある。
- 憧れの佐山に会えることを目的に初期のタイガージムに入会したが、佐山からキックを褒められて、もっと褒められたいという気持ちから本格的に格闘技にのめり込みキックボクシングの世界チャンピオンまで上りつめた。
- 中村頼永とは初期のスーパータイガージムの同期である。